# Édouard Pignon

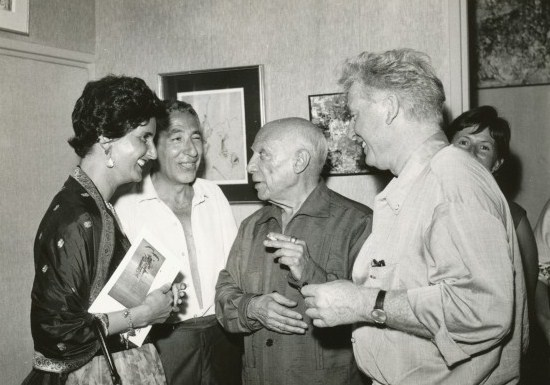
Picasso bei der Eröffnung der Soshana-Ausstellung 1962 mit der Künstlerin, André Verdet und Édouard Pignon (rechts) im Château Grimaldi, ab 1966 umbenannt in Musée Picasso d’Antibes

Édouard Pignon (* 12. Februar 1905 in Bully-les-Mines bei Arras, Département Pas-de-Calais; † 14. Mai 1993 in La Couture-Boussey) war ein französischer Maler.

## Leben und Werk
Édouard Pignon verbrachte seine Kindheit und Jugend in Marles-les-Mines bis 1927. Seine ursprüngliche Ausbildung und berufliche Tätigkeit war die eines Bergmanns. Pignon erwarb seine künstlerische Ausbildung in Kursen an Abendschulen. Er war Mitglied der Association des Écrivains et Artistes Révolutionnaires AEAR. Die Malerei Pignons ist stark von dem künstlerischen Werk Pablo Picassos beeinflusst. Gleichzeitig steht seine Bildsprache in der Tradition des Expressionismus. Sein Atelier unterhielt Édouard Pignon viele Jahre in Paris.

## Wichtige Ausstellungen
- 1932 Salon des Indépendants, Paris
- 1933 Galerie Billiet, Paris
- 1937 Salon du Temps Présent, Galerie Durand Ruel
- 1946 Einzelausstellung in Brüssel
- 1946 XXIV. Biennale von Venedig
- 1949 Einzelausstellung in Paris
- 1955 Teilnehmer der documenta 1 in Kassel
- 1958 Biennale von Venedig, Französischer Pavillon
- 1959 Teilnehmer der documenta II in Kassel
- 1960 Metz Museum
- 1961 Einzelausstellungen in New York, Amsterdam, Museo di Lucerna, Musée d’Art Moderne in Paris
- 1964 Teilnehmer der documenta III in Kassel
- 1970 Galleria del Milione, Mailand
- 1972 Galleria del Girasole, Udine; Galleria Ravagnan, Venedig; Galleria Antenore, Padua; Galleria Torbandena, Triest
- 1973 “Les Nus rouges et après”, Musée d’Art Moderne, Paris
- 1973 Bukarest (Wanderausstellung)
- 1984 “Le rendez-Vous d’Antibes”, Picasso Museum, Antibes